# Bernhard Erdmannsdörffer

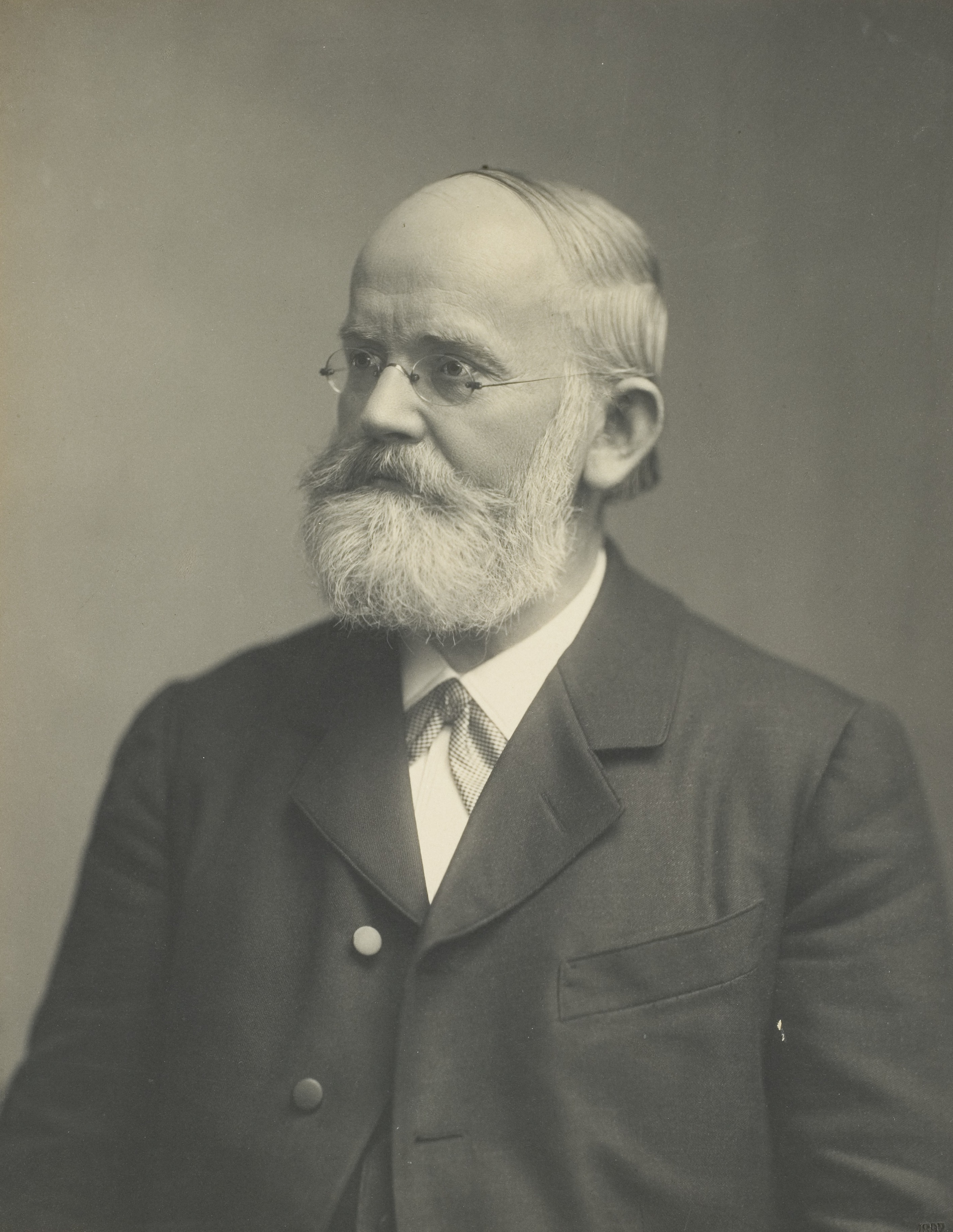
Bernhard Erdmannsdörffer.

Bernhard Erdmannsdörffer, född 24 januari 1833 i Altenburg, död 1 mars 1901 i Heidelberg, var en tysk historiker. Han var far till geologen Otto Erdmannsdörffer. 
Erdmannsdörffer studerade filologi och historia i Jena under Johann Gustav Droysen, överflyttade 1861 till Berlin, där han blev Droysens medhjälpare i forskningen rörande den store kurfurstens historia samt 1864 utnämndes till lärare i historia vid krigsakademien och 1869 till extra ordinarie professor vid universitetet. År 1871 blev han professor i historia i Greifswald, 1873 i Breslau och 1874 - som Heinrich von Treitschkes efterträdare - i Heidelberg, där han var verksam intill sin död. Han blev 1893 ledamot av Vetenskapssocieteten i Uppsala. 
Erdmannsdörffer tog en framskjuten del i planerandet av den stora källpublikationen "Urkunden und Actenstücke zur Geschichte des Kurfursten Friedrich Wilhelm von Brandenburg" och utgav där fem band "Politische Verhandlungen" (1864-83). Därjämte utgav han, tillsammans med Karl Obser, "Politische Correspondenz Karl Friedrichs von Baden 1783-1806" (fem band, 1888-1900). 
Bland Erdmannsdörffers historiska skrifter märks Herzog Karl Emanuel I von Savoyen und die deutsche Kaiserwahl von 1619 (1862), Graf Georg Friedrich von Waldeck. Ein preußischer Staatsman im 17. Jahrhundert (1869), i vilken den brandenburgska politiken under den store kurfurstens senare år ingående skildras, samt det 1894 med Verdunpriset belönade arbetet Deutsche Geschichte vom Westfälischen Frieden bis zur Regierungszeit Friedrich des großen (två band, 1890-93), en mästerlig, på synnerligen omfattande forskning vilande framställning av Tysklands historia under dess svåraste splittringstid. Hans sista arbete var en biografisk studie, Mirabeau (i "Monographien zur Weltgeschichte", 1900). 
Erdmannsdörffer kännetecknas som historieskrivare av samvetsgrann forskning, måttfulla och noga avvägda omdömen samt en klar, enkel och åskådlig framställningskonst, varjämte han i det hela lyckats frigöra sig från den starkt tendentiösa karaktären hos sin lärare Droysens behandling av den brandenburg-preussiska politikens historia.